# 蔣兆鯤
蔣兆鯤（？—？），字瀚槎，號南溟，一號茗仙。江蘇豐縣人。清朝翰林。

## 生平
蔣兆鯤之父蔣德璟為拔貢。兆鯤為長子，自幼聰穎，過目成誦。少年進學，年二十三即獲選拔萃科，但鄉試未中，於是進京求學，於季芝昌、呂賢基門下受教，苦讀十年，終於在道光二十六年（1846年）丙午科順天鄉試中式，次年（1847年）聯捷丁未科，選庶吉士。此時其父德璟來京省親，患病不治，於是歸里營葬，守喪三年。服闕後重新入京散館，授翰林院編修，參纂國史及修《宣宗實錄》。
後來，兆鯤被選為東河即用知府，遇缺以道員即補，經年未有閒暇探親。不久，得知其母生病，日夜奔馳數百里，歸鄉探望。不到一個月，其母去世。兆鯤因哀傷過度，得肺痿之疾，三年不愈而卒。著有《求是室詩存》。
光緒《豐縣志》有傳。